# Senmonorom
Senmonorom là thị xã tỉnh lỵ của tỉnh Mondulkiri, đông bắc Campuchia. Theo thống kê năm 1998, dân số của nó là 7,032.